# Bisaltes roseiceps
Bisaltes roseiceps är en skalbaggsart som beskrevs av Stefan von Breuning 1939. Bisaltes roseiceps ingår i släktet Bisaltes och familjen långhorningar.
Artens utbredningsområde är Paraguay. Inga underarter finns listade.